# 이재현 (1937년)
이재현(李栽賢, 1937년 1월 16일~)은 대한민국의 정치인이다. 제40·41대 전라남도 무안군수(민선1·2기)를 지냈다. 본관은 함평 이씨이다.

## 학력
- 일로초등학교 (졸업)
- 문태중학교 (졸업)
- 서울인창고등학교 (졸업)
- 성균관대학교 문과대학 (졸업)
- 연세대학교 교육대학원 (졸업)

## 역대 선거 결과
|  | 49.53% |

|  | 56.95% |